# Жилин, Илья Сергеевич
Илья Сергеевич Жилин (10 мая 1985, Киров) — российский волейболист, доигровщик, чемпион Европы (2013), мастер спорта международного класса.

## Биография
Илья Жилин родился и начинал заниматься волейболом в Кирове, первым тренером спортсмена был Сергей Петрович Метелёв. На старте профессиональной карьеры играл за кировское «Динамо», выступавшее в первой лиге чемпионата России, а в сезоне 2003/04 годов провёл первые матчи в Суперлиге в составе пермского «Уралсвязьинформа».
В 2004 году Илья Жилин был приглашён в одинцовскую «Искру» и молодёжную сборную России. В её составе в сентябре 2004 года выиграл чемпионат Европы, а в августе 2005-го стал победителем чемпионата мира.
В сезоне-2006/07 выступал за красногорский «Зоркий» в высшей лиге «А», по его окончании перешёл в «Локомотив-Белогорье». Летом 2008 года попал в автомобильную аварию. Возобновить карьеру Илья смог только через год в калининградском «Динамо-Янтаре». Осенью 2010 года в связи с финансовыми проблемами «Динамо-Янтаря» подписал контракт с новоуренгойским «Факелом» и провёл в этой команде остаток сезона.
С 2011 года Илья Жилин защищал цвета новосибирского «Локомотива». В сезоне-2011/12 стал обладателем Кубка России, а в следующем — победителем Лиги чемпионов. В полуфинальном матче главного еврокубка против казанского «Зенита» Илья Жилин вышел на замену в четвёртой партии и помог команде одержать победу, реализовав за короткий игровой отрезок 6 атак из 10, набрав 3 очка на блоке и 2 с подачи. По мнению главного тренера железнодорожников Андрея Воронкова «полуфинал против „Зенита“ помог Жилину поверить в себя», и в плей-офф чемпионата России Илья выходил в основном составе «Локомотива», достаточно эффективно восполнив потерю травмированного доигровщика Лукаша Дивиша. По окончании сезона Андрей Воронков, приступивший к обязанностям главного тренера в сборной России, вызвал Жилина в национальную команду.
Первый матч за сборную Илья Жилин провёл 14 июня 2013 года в Калининграде против команды Сербии в рамках Мировой лиги. Всего на турнире сыграл в 12 матчах, набрал 29 очков. В том же году стал чемпионом Европы и серебряным призёром Всемирного Кубка чемпионов, но на этих соревнованиях не выходил на площадку ни в одном из поединков сборной России.
По окончании сезона-2013/14 перешёл из новосибирского «Локомотива» в краснодарское «Динамо». В сезоне-2016/17 выступал за немецкий «Бюль».

## Достижения

### В клубной карьере
- Серебряный (2013/14) и бронзовый (2005/06) призёр чемпионата России.
- Обладатель Кубка России (2011), финалист Кубка России (2005).
- Победитель Лиги чемпионов (2012/13).
- Финалист Кубка Европейской конфедерации волейбола (2005/06).
- Финалист клубного чемпионата мира (2013).

### Со сборными
- Чемпион Европы среди молодёжных команд (2004).
- Чемпион мира среди молодёжных команд (2005).
- Победитель Мировой лиги (2013).
- Чемпион Европы (2013).
- Серебряный призёр Всемирного Кубка чемпионов (2013).